# ゲオルク・フリードリヒ・ヘルマン・ハイトケンペル
ゲオルク・フリードリヒ・ヘルマン・ハイトケンペル（Georg Friedrich Hermann Heidkaemper, 1843年12月31日 - 1900年4月26日）は、幕末から明治の日本で活動したプロイセン王国ビュッケブルク出身の靴職人。紀州藩のお雇い外国人として来日し、革靴製造の指導に携わった。

## 経歴
1843年12月31日、製紙職人の息子としてプロイセン王国・ビュッケブルクのブーフホルツに生まれる。小学校卒業後すぐに靴職人となった。1871年5月、紀州藩の藩政改革を担当した津田出の求めに応じ、プロイセン式の革製の軍靴の製造法を教えるため日本へ渡った。契約では1年間にわたり靴生産の指導を行うこととされていたが、同年8月に廃藩置県が行われ、ハイトケンペルが指導を行っていた西洋沓伝習所は紀州藩から同藩の御用商人だった三宅利兵衛に払い下げられた。ハイトケンペルは三宅の求めに応じ和歌山県に残留して指導を続けた。この時期にはハイトケンペルは帰国する意思を完全になくしていたと見られており、プロイセン王国にも妻と4人の子供がいたにもかかわらず紀州藩藩医の娘・藤並時と結婚している。
1875年、三宅との契約が切れたハイトケンペルは大阪へ移り、翌1876年から藤田組で製靴を指導した。ハイトケンペルは人件費の安い日本で軍靴を作りドイツ軍へ売り込むことを発案したが、これは失敗に終わった。1882年、ハイトケンペルは藤田組から大倉組へ移籍し、業績の向上に貢献。社長の大倉喜八郎から感謝状と金500円を贈られている。大倉組での成功によってハイトケンペルは相当の資産を築き、川口外国人居留地の参事会に名を連ねた。しかし四国のアンチモン鉱山の運営に手を出して失敗し、全財産を失った。
その後ハイトケンペルはカナダや故郷のドイツに渡り、さらに東京、大阪、神戸と日本各地を転々としたが成功を収めることのないまま1900年4月26日に死亡した。死の詳細については不明で、日本で設けた4人の子供についても長男が早世し娘の一人がドイツ領事の養女になったという以外は不明である。ハイトケンペルは神戸市小野浜の外国人墓地に埋葬されたが長らく墓碑すら建てられない状態であった。1961年に外国人墓地が再度山山頂へ移転した際に神戸市によってドイツ人無縁墓地の一角に小さな墓碑が建てられた。